# 910 Anneliese
910 Anneliese è un asteroide della fascia principale del diametro medio di circa 47,07 km. Scoperto nel 1919, presenta un'orbita caratterizzata da un semiasse maggiore pari a 2,9244830 UA e da un'eccentricità di 0,1543052, inclinata di 9,25736° rispetto all'eclittica.
Il suo nome è in onore di un'amica dell'astronomo tedesco Julius Dick.